# 라귄구

코트디부아르 라귄구

라귄구(프랑스어: District des Lagunes)는 코트디부아르 남부에 위치한 구이다. 행정 중심지는 다부이고, 면적은 20,450km2이다. 북쪽으로는 라크구, 동쪽으로는 코모에구, 남쪽으로는 대서양, 아비장 자치구, 서쪽으로는 고지부아구와 접한다.

## 신설
라귄구는 2011년에 시행된 코트디부아르의 행정 구역 개편에 따라 만들어졌다. 이 구역의 영토는 이전의 아녜비주와 라귄주를 합병하고 아비장 자치구의 영토를 제거함으로써 구성되었다.

## 행정 구역
3개 주, 11개 도를 관할한다.
- 아녜비티아사주
  - 아그보빌도
  - 시켄시도
  - 티아살레도
  - 타보도
- 그랑퐁트주
  - 다부도
  - 그랑라우도
  - 자크빌도
- 라메주
  - 아조페도
  - 아쿠페도
  - 알레페도
  - 야카세아토브루도

## 인구
2021년 인구 조사에 따르면 라귄구의 인구는 2,042,623명이다. 인구 밀도는 2021년 기준으로 100명/km2이다.